# 維多利亞·阿梅麗娜
維多利亞·尤里伊芙娜·阿梅麗娜（羅馬化：Viktoriia Yuriivna Amelina；1986年1月1日—2023年7月1日），烏克蘭小說家。她是兩本小說和一本兒童讀物的作者，也是約瑟夫·康拉德文學獎獲得者和歐盟文學獎決賽入圍者。

## 生平
阿梅麗娜於1986年1月1日出生於利沃夫。她14歲時隨家人移民加拿大，不久後又返回烏克蘭。在利沃夫國立理工大學完成電腦科學學位後，阿梅麗娜開始IT職業生涯，並於2015年成為一名全職作家和詩人。截至2022年，阿梅麗娜居住在基輔。她有一子。

## 著作
她從2015年第一本著作《秋天綜合症，關於兼容人》（Синдром листопаду, або Homo Compatiens）出版開始，她就將全部時間都投入到寫作中。她的處女作講述了2014年在獨立廣場發生的事件；前言由尤里·伊茲德里克撰寫。該小說獲得了多項文學獎項，並受到烏克蘭及整個歐洲評論家和學者的歡迎。
2016年，阿梅麗娜出版了一本兒童讀物，名為《某人，或水之心》（Хтось, або водяне серце）。
2017年，她出版了小說《多姆的夢想王國》（Дім для Дома），講述了20世紀90年代住在波蘭猶太人作家史坦尼斯瓦夫·萊姆公寓裡的一個蘇聯上校家庭的故事。該小說入圍2017年LitAkcent文學獎和2019年歐盟文學獎。
阿梅麗娜是國際筆會的成員。2018年，她以烏克蘭代表身份參加在印度舉行的第84屆世界筆會大會，並發表關於烏克蘭電影製片人、俄羅斯政治犯奧列格·先佐夫的演講。
2022年，她也開始寫詩。她的散文和詩歌已被翻譯成多種語言。

## 研究工作
2022年俄羅斯入侵烏克蘭後，她擔任戰爭罪研究員。阿梅麗娜加入了記錄戰爭罪行的非政府組織「真相獵犬」。2022年9月，她在伊久姆地區做研究時，發現了被俄軍殺害的烏克蘭作家弗拉基米爾·瓦庫連科埋在花園地下之戰爭日記。

## 死亡
2023年6月27日，她在俄羅斯對克拉馬托爾斯克的襲擊中受傷，當時她正在當地的披薩店「咖啡廳RIA酒廊酒吧」與哥倫比亞代表團用餐。一塊金屬擊穿她的頭骨，她很快就失去了知覺。阿梅麗娜於2023年7月1日在聶伯城梅奇尼科夫醫院因傷去世，享年37歲。
阿梅麗娜安葬在利沃夫的利查基夫公墓。